# فيكتور سوينسون
فيكتور سوينسون (بالإنجليزية: Victor Swenson)‏ هو مدرس أمريكي، ولد في 1935، وتوفي في 2019.